# Liste der Kardinalskreierungen Gregors XVI.

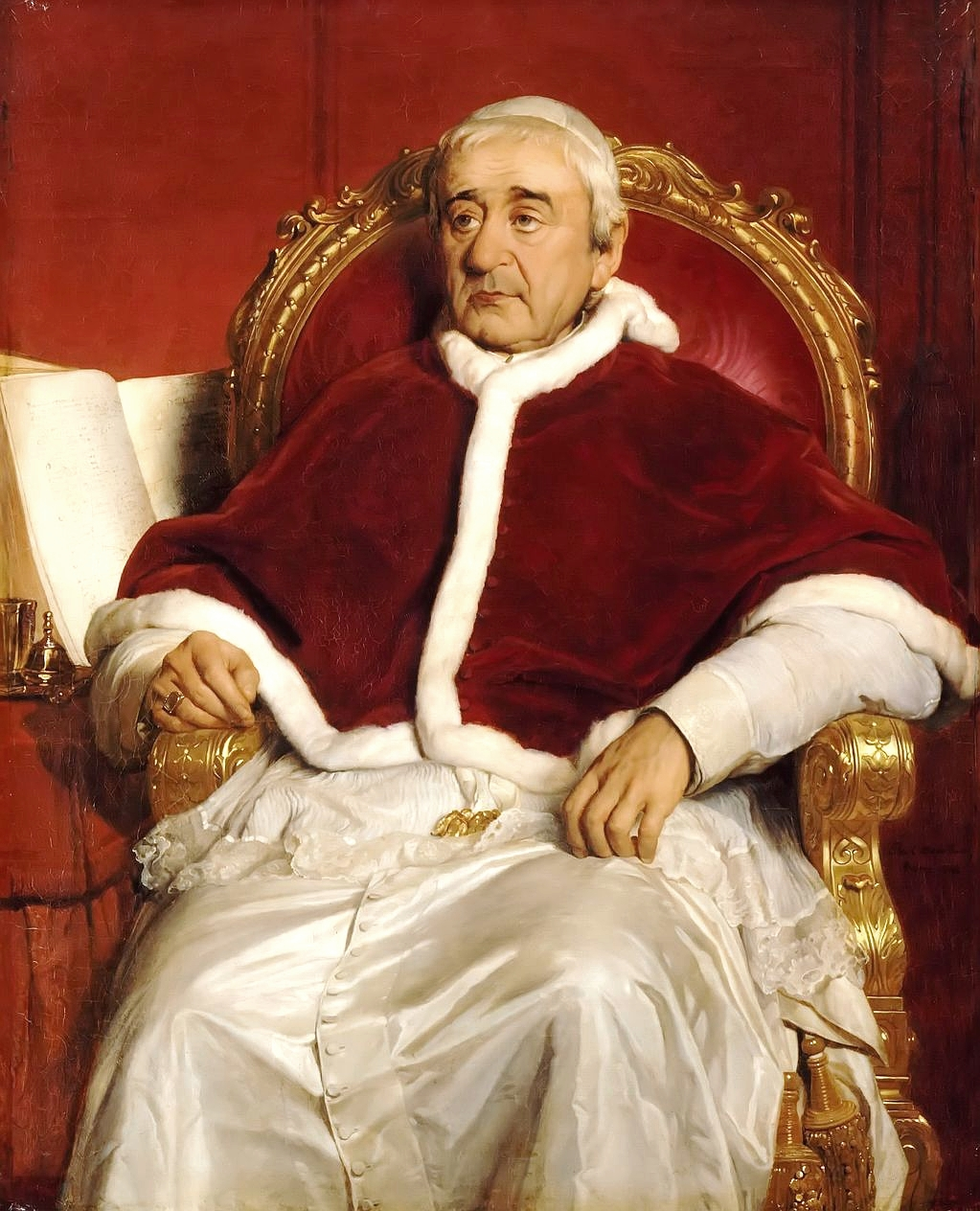
Gregor XVI.

Papst Gregor XVI. kreierte während seines Pontifikates (1831–1846) folgende 81 Kardinäle:

## 30. September 1831
- Francesco Canali, in pectore
- Benedetto Cappelletti, in pectore
- Luigi Del Drago, in pectore
- Luigi Gazzoli, in pectore
- Alessandro Giustiniani, in pectore
- Luigi Emmanuele Nicolo Lambruschini
- Pietro Ostini, in pectore
- Francesco Maria Pandolfi Alberici, in pectore
- Giuseppe Antonio Sala
- Francesco Serra Casano, in pectore
- Ugo Pietro Spinola, in pectore
- Francesco Tiberi, in pectore

## 2. Juli 1832
- Benedetto Cappelletti
- Luigi Del Drago
- Luigi Gazzoli
- Alessandro Giustiniani
- Mario Mattei
- Francesco Maria Pandolfi Alberici
- Ugo Pietro Spinola
- Francesco Tiberi
- Giuseppe Maria Velzi OP

## 15. April 1833
- Castruccio Castracane degli Antelminelli
- Lorenzo Girolamo Mattei
- Francesco Serra Casano

## 29. Juli 1833
- Filippo Giudice Caracciolo CO
- Giacomo Monico

## 20. Januar 1834
- Giacomo Luigi Brignole

## 23. Juni 1834
- Giuseppe Alberghini, in pectore
- Luigi Bottiglia Savoulx
- Francesco Canali
- Adriano Fieschi, in pectore
- Luigi Frezza, in pectore
- Costantino Patrizi Naro, in pectore
- Paolo Polidori
- Giuseppe Della Porta Rodiani, in pectore
- Alessandro Spada, in pectore
- Gaetano Maria Giuseppe Benedetto Placido Vincenzo Trigona e Parisi

## 6. April 1835
- Giuseppe Alberghini
- Ambrogio Bianchi OSBCam, in pectore
- Giuseppe Della Porta Rodiani
- Alessandro Spada
- Placido Maria Tadini OCD

## 1. Februar 1836
- Jean-Louis Lefebvre de Cheverus
- Gabriele della Genga Sermattei

## 11. Juli 1836
- Luigi Frezza
- Pietro Ostini
- Costantino Patrizi Naro

## 19. Mai 1837
- Luigi Amat di San Filippo e Sorso
- Angelo Mai, in pectore

## 12. Februar 1838
- Luigi Ciacchi
- Chiarissimo Falconieri Mellini
- Angelo Mai
- Francesco Saverio Massimo, in pectore
- Giuseppe Gasparo Mezzofanti
- Antonio Francesco Orioli OFMConv
- Giovanni Soglia Ceroni, in pectore
- Antonio Tosti, in pectore
- Giuseppe Ugolini

## 13. September 1838
- Filippo de Angelis, in pectore
- Adriano Fieschi
- Engelbert Sterckx

## 30. November 1838
- Gabriele Ferretti, in pectore

## 18. Februar 1839
- Charles Januarius Acton, in pectore
- Giovanni Soglia Ceroni
- Antonio Tosti

## 8. Juli 1839
- Ambrogio Bianchi
- Filippo de Angelis
- Gabriele Ferretti
- Ferdinando Maria Pignatelli CRTheat

## 23. Dezember 1839
- Hugues-Robert-Jean-Charles de la Tour d’Auvergne-Lauraquais
- Giovanni Maria Mastai-Ferretti, in pectore (später Papst Pius IX.)
- Gaspare Bernardo Pianetti, in pectore
- Luigi Vannicelli Casoni, in pectore

## 14. Dezember 1840
- Lodovico Altieri, in pectore
- Silvestro Belli, in pectore
- Giovanni Maria Mastai-Ferretti (später Papst Pius IX.)
- Gaspare Bernardo Pianetti

## 1. März 1841
- Louis-Jacques-Maurice de Bonald

## 12. Juli 1841
- Silvestro Belli
- Tommaso Pasquale Gizzi, in pectore

## 24. Januar 1842
- Charles Januarius Acton
- Cosimo Barnaba Corsi
- Francesco Saverio Massimo
- Friedrich Johannes Jacob Cölestin von Schwarzenberg
- Luigi Vannicelli Casoni

## 27. Januar 1843
- Paolo Orsi Mangelli
- Giovanni Serafini
- Francesco di Paola Villadecani

## 19. Juni 1843
- Antonio Maria Cadolini CRSP
- Francisco de São Luiz (Manoel Justiniano) Saraiva OSB

## 27. Juni 1843
- Ignazio Giovanni Cadolini

## 22. Januar 1844
- Fabio Maria Asquini, in pectore
- Antonio Maria Cagiano de Azevedo
- Nicola Paracciani Clarelli
- Tommaso Pasquale Gizzi

## 22. Juli 1844
- Domenico Carafa della Spina di Traetto
- Francesco Capaccini, in pectore
- Giacomo Piccolomini, in pectore
- Lorenzo Simonetti, in pectore
- Giuseppe Antonio Zacchia Rondinini, in pectore

## 21. April 1845
- Lodovico Altieri
- Fabio Maria Asquini
- Francesco Capaccini
- Giuseppe Antonio Zacchia Rondinini

## 24. November 1845
- Giacomo Piccolomini
- Lorenzo Simonetti

## 19. Januar 1846
- Joseph Bernet
- Guilherme Henriques de Carvalho
- Sisto Riario Sforza